# Altgläubige (Reformationsgeschichte)
Als Altgläubige bezeichnet man in der Reformationsgeschichte den Teil der christlichen Bevölkerung Europas, der gegenüber den reformatorischen Bewegungen distanziert blieb. Es handelt sich um einen Hilfsbegriff, da katholisch im frühen 16. Jahrhundert noch keine Konfessionsbezeichnung war, sondern nur eines der vier Wesensmerkmale der Kirche (notae ecclesiae). Als neutrale Fachbegriffe, die den Vorzug haben, in den Quellen verwendet zu werden, werden altgläubig und das Pendant neugläubig häufig verwendet.
Im 16. Jahrhundert waren diese Begriffe allerdings nicht neutral. Ein Ratsmandat der Stadt Basel verbot den Bürgern 1528, einander wegen des Religionskonflikts zu beschimpfen und die Gegenseite als „Papischdisch, Lutherisch, ketzerisch, nüw- oder altglöubig“ zu bezeichnen. Im Kontext der Reichstage von Speyer 1529 und Augsburg 1530 wurden die Parteigänger Luthers als Neugläubige bezeichnet und von den Altgläubigen unterschieden. Da das Alte aber mehr Prestige hatte als das Neue, lehnten die so Bezeichneten den Namen Neugläubige entschieden ab. Die Confessio Augustana, welche auf dem Reichstag 1530 dem Kaiser übergeben wurde, versucht den Nachweis zu führen, dass ihre Unterzeichner die alte christliche Tradition weiterführen, die Gegenseite aber in der Heiligen Messe „Neuheiten“ eingeführt habe.
Bei den Reichstagen der 1540er Jahre wurde „die Altgläubigen“, die „alte Religion“ neben catholiques/catholici zur üblichen Selbstbezeichnung der sich formierenden römisch-katholischen Konfession, während die Gegenseite vorzugsweise als „die Protestierenden“ bezeichnet wurde.
Im letzten Drittel des 16. Jahrhunderts benutzten auch lutherische Kontroverstheologen wie Jakob Andreae die Bezeichnung für die römisch-katholischen Gegner.